# Viktoria
Albums de Marduk
Frontschwein
(2015)
Viktoria est le quatorzième album studio du groupe de black metal suédois Marduk. L'album est sorti le 22 juin 2018 sous le label Century Media Records.

## Liste de morceaux
1. Werwolf - 02:02
2. June 44 - 03:49
3. Equestrian Bloodlust - 02:51
4. Tiger I - 04:12
5. Narva - 04:31
6. The Last Fallen - 04:25
7. Viktoria - 03:06
8. The Devil's Song - 03:46
9. Silent Night - 4:12

## Musiciens
- Morgan Steinmeyer Håkansson : guitares
- Magnus "Devo" Andersson : basse
- Daniel "Mortuus" Rostén : voix
- Fredrik Widigs : percussions